# Ranunculus alpestris
Ranunculus alpestris är en ranunkelväxtart. Ranunculus alpestris ingår i släktet ranunkler, och familjen ranunkelväxter.

## Underarter
Arten delas in i följande underarter:
- R. a. alpestris
- R. a. leroyi

## Bildgalleri

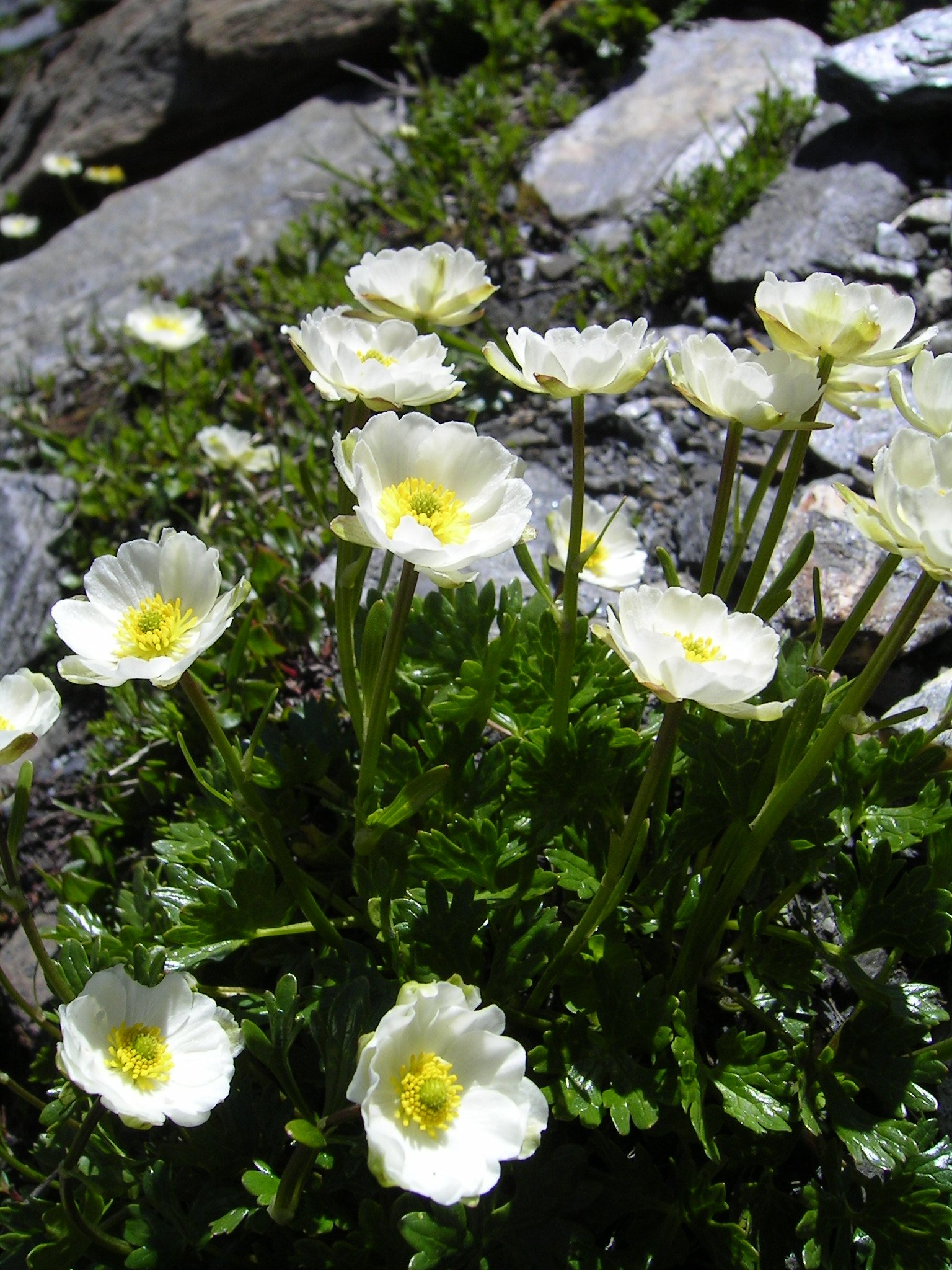
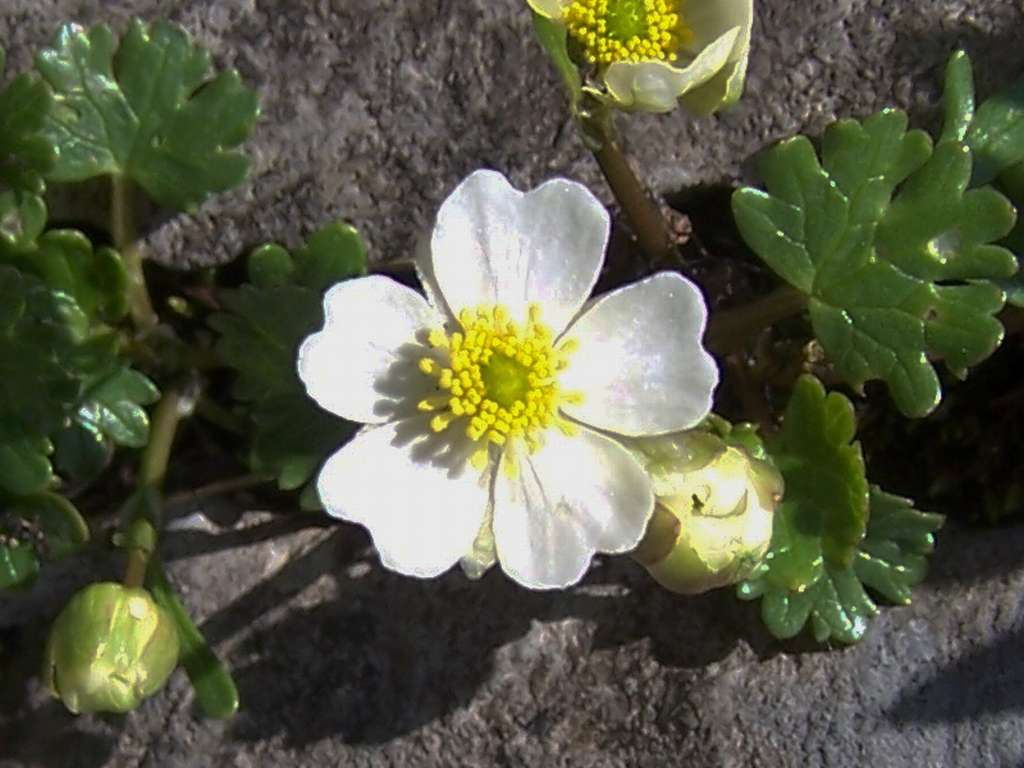
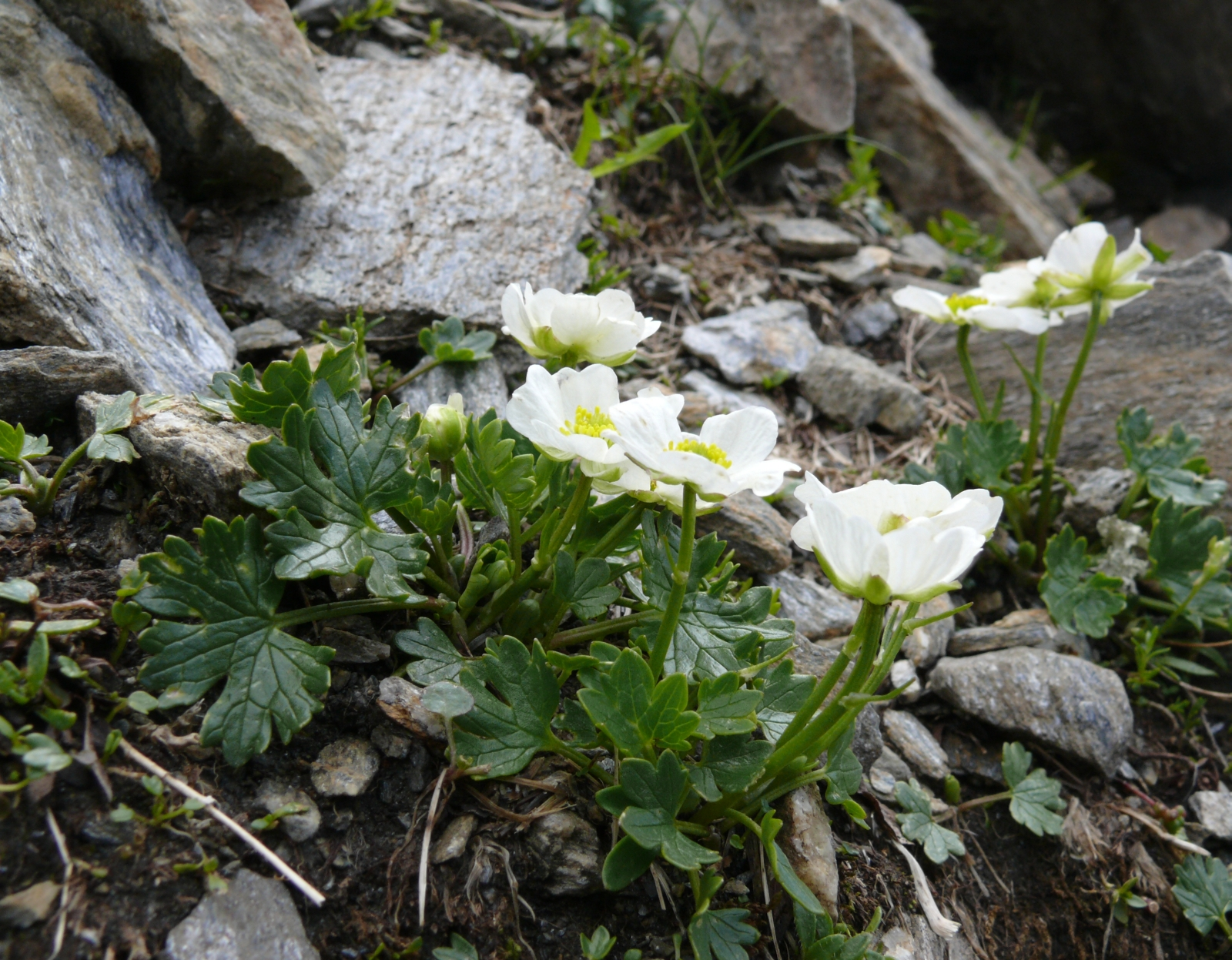
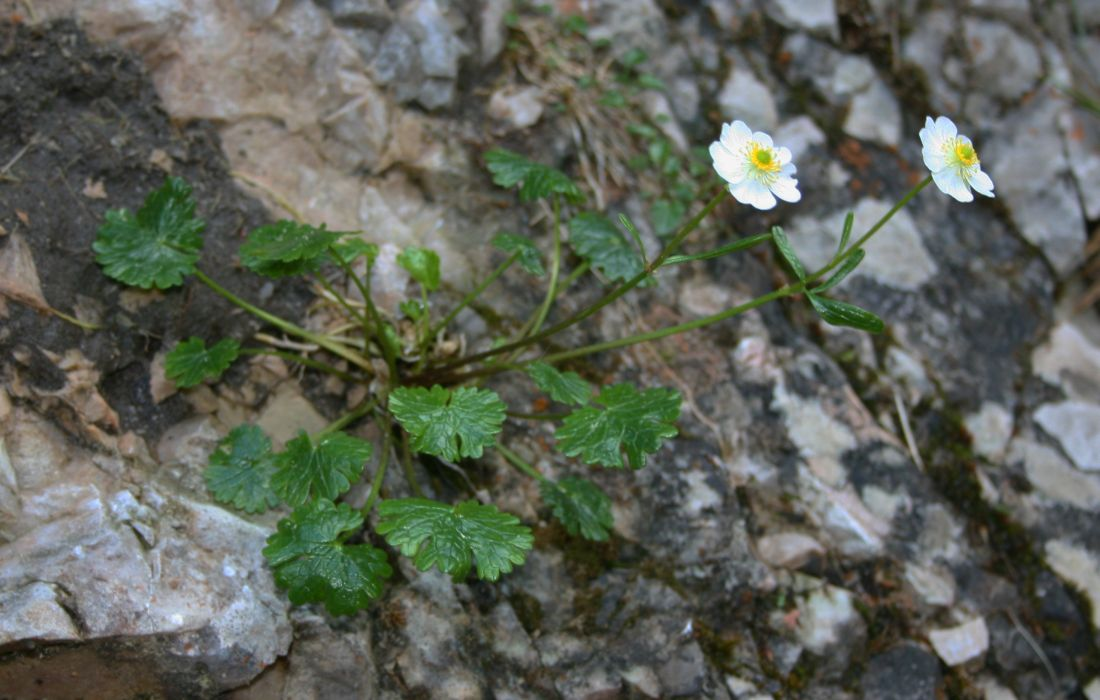
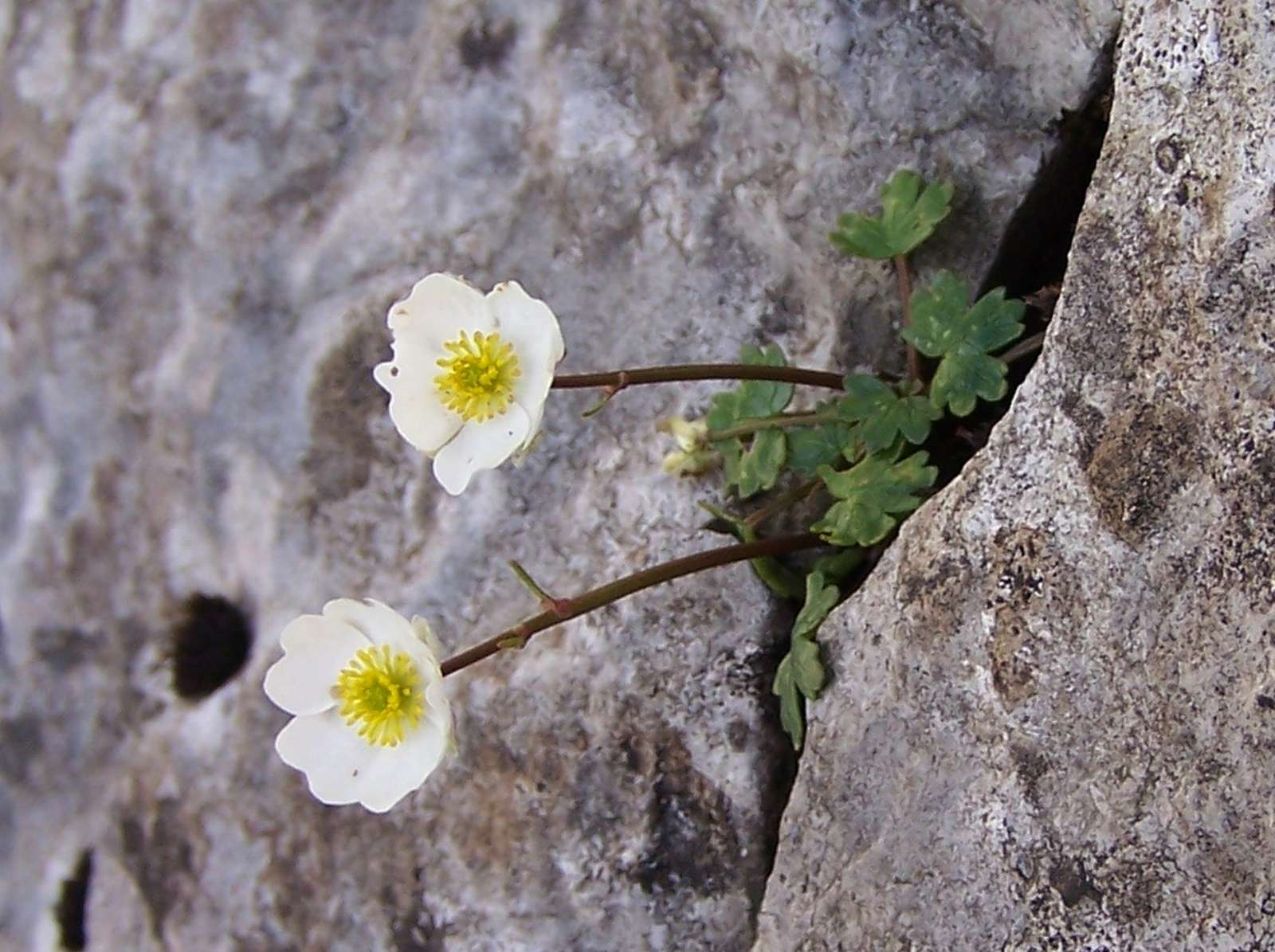
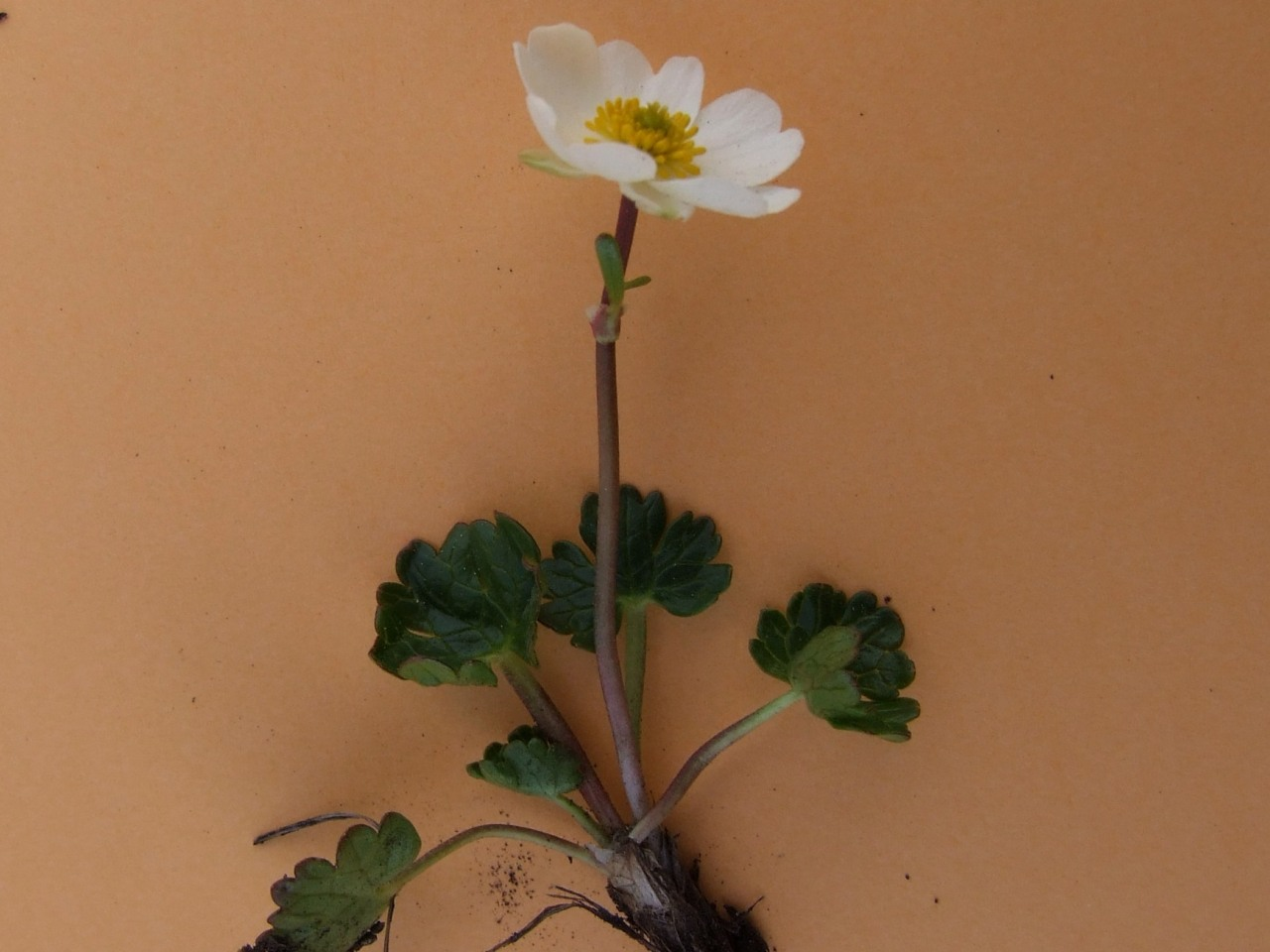